# Festival international du film de Toronto 2023
Le Festival international du film de Toronto 2023, 48e édition du festival (48th annual Toronto International Film Festival ou TIFF), se déroule du 7 au 17 septembre 2023.

## Déroulement et faits marquants
Les premiers films sélectionnés sont annoncés fin juillet 2023.
Le 17 septembre 2023, le palmarès est dévoilé : le film Fiction à l'américaine (American Fiction) de Cord Jefferson remporte le People's Choice Award, et le film Solo
de Sophie Dupuis remporte le prix du meilleur film canadien.

## Jury

### Platform
- Barry Jenkins, réalisateur et scénariste  États-Unis
- Nadine Labaki, réalisatrice et scénariste  Liban
- Anthony Shim, acteur et cinéaste  Canada

## Sélection

### Gala Presentations
- Concrete Utopia de Eom Tae-hwa
- Dumb Money de Craig Gillespie
- Fair Play de Chloe Domont
- Finestkind de Brian Helgeland
- Flora and Son (en) de John Carney
- Hate to Love: Nickelback (en) de Leigh Brooks
- Lee Miller de Ellen Kuras
- Une équipe de rêve de Taika Waititi
- Insubmersible de Elizabeth Chai Vasarhelyi et Jimmy Chin
- Punjab '95 de Honey Trehan
- Solo de Sophie Dupuis
- The End We Start From (en) de Mahalia Belo
- The Movie Emperor (en) de Ning Hao
- The New Boy de Warwick Thornton
- The Royal Hotel (en) de Kitty Green

### Special Presentations
- Une année difficile d'Éric Toledano et Olivier Nakache
- A Normal Family de Hur Jin-ho
- American Fiction de Cord Jefferson
- Anatomie d'une chute de Justine Triet
- Close to You de Dominic Savage
- Daddio de Christy Hall
- Les Jours heureux de Chloé Robichaud
- El Rapto de Daniela Goggi
- Ezra de Tony Goldwyn
- Fingernails de Chrístos Níkou
- Les Filles d'Olfa de Kaouther Ben Hania
- Ses trois filles d'Azazel Jacobs
- Hitman de Richard Linklater
- In Restless Dreams: The Music Of Paul Simon d'Alex Gibney
- L'Enlèvement de Marco Bellocchio
- Knox Goes Away de Michael Keaton
- La Chimère d'Alice Rohrwacher
- L'Été dernier de Catherine Breillat
- Bâtiment 5 de Ladj Ly
- Memory de Michel Franco
- Monster de Hirokazu Kore-eda
- Mother Couch de Niclas Larsson
- North Star de Kristin Scott Thomas
- Une vie (One Life) de James Hawes
- Marchands de douleur (Pain Hustlers) de David Yates
- Poolman de Chris Pine
- Reptile de Grant Singer
- Rustin de George C. Wolfe
- Seven Veils d'Atom Egoyan
- Shoshana de Michael Winterbottom
- Sing Sing de Greg Kwedar
- Smugglers de Ryoo Seung-wan
- Swan Song de Chelsea McMullan
- La Bête de Bertrand Bonello
- Death Business (The Burial) de Maggie Betts
- The Convert de Lee Tamahori
- The Critic d'Anand Tucker
- The Dead Don't Hurt de Viggo Mortensen
- Winter Break (The Holdovers) d'Alexander Payne
- La Jeune Fille et les Paysans de DK Welchman et Hugh Welchman
- La Zone d'intérêt (The Zone of Interest) de Jonathan Glazer
- Together 99 de Lukas Moodysson
- Unicorns de Sally El Hosaini et James Krishna Floyd
- Uproar de Paul Middleditch et Hamish Bennett
- Wicked Little Letters de Thea Sharrock
- Wildcat d'Ethan Hawke
- Une femme en jeu (Woman of the Hour) d'Anna Kendrick

### Centrepiece
- 100 Yards de Xu Haofeng et Xu Junfeng
- A Happy Day de Hisham Zaman
- El viento que arrasa de Paula Hernández
- A Road to a Village de Nabin Subba
- Les Herbes sèches de Nuri Bilge Ceylan
- Banel et Adama de Ramata-Toulaye Sy
- Chuck Chuck Baby de Janis Pugh
- Fermer les yeux de Víctor Erice
- Death of a Whistleblower de Ian Gabriel
- Les Feuilles mortes de Aki Kaurismäki
- Fitting In de Molly McGlynn
- Zielona granica de Agnieszka Holland
- Hey, Viktor! de Cody Lightning
- Holiday de Edoardo Gabbriellini
- Vampire humaniste cherche suicidaire consentant de Ariane Louis-Seize
- I Do Not Come To You By Chance de Ishaya Bako
- In Flames de Zarrar Kahn
- Inshallah a Boy de Amjad Al Rasheed
- Irena's Vow de Louise Archambault
- Je'vida de Katja Gauriloff
- Kanaval de Henri Pardo
- Limbo de Ivan Sen
- Lost Ladies de Kiran Rao
- Mountains de Monica Sorelle
- National Anthem de Luke Gilford
- Perfect Days de Wim Wenders
- Robot Dreams de Pablo Berger
- Hokage de Shin'ya Tsukamoto
- Shayda de Noora Niasari
- Sira de Apolline Traoré
- Snow Leopard de Pema Tseden
- Sweet Dreams de Ena Sendijarević
- The Breaking Ice de Anthony Chen
- The Delinquents de Rodrigo Moreno
- The Feeling That the Time for Something Has Passed de Joanna Arnow
- The Monk and the Gun de Pawo Choyning Dorji
- Simple comme Sylvain de Monia Chokri
- The Reeds de Cemil Ağacıkoğlu
- Un jeune chaman de Lkhagvadulam Purev-Ochir
- Los colonos de Felipe Gálvez Haberle
- Das Lehrerzimmer de Ilker Çatak
- Dispararon al pianista de Fernando Trueba et Javier Mariscal
- Pedágio de Carolina Markowicz
- A cielo abierto de Mariana Arriaga et Santiago Arriaga
- We Grown Now de Minhal Baig
- Wald de Elisabeth Scharang
- Your Mother's Son de Jun Lana

### Platform
- Dear Jassi de Tarsem Singh
- Dream Scenario de Kristoffer Borgli
- Great Absence de Kei Chika-ura
- Te l'avevo detto de Ginevra Elkann
- The King Tide de Christian Sparkes
- Not a Word de Hanna Slak
- The Rye Horn de Jaione Camborda
- Sisterhood de Nora El Hourch (d)
- Shame on Dry Land de Axel Petersén
- La Vénus d'argent de Héléna Klotz

### Midnight Madness
- Aggro Dr1ft de Harmony Korine
- Boy Kills World de Moritz Mohr
- Dicks: The Musical de Larry Charles
- Hell of a Summer de Finn Wolfhard et Billy Bryk
- Kill de Nikhil Nagesh Bhat
- NAGA de Meshal Aljaser
- Riddle of Fire de Weston Razooli
- Sleep de Jason Yu
- When Evil Lurks de Demián Rugna
- Working Class Goes to Hell de Mladen Đorđević

### TIFF Classics
- Artie Shaw: Time Is All You've Got de Brigitte Berman
- Adieu ma concubine de Chen Kaige
- L'Amour fou de Jacques Rivette
- Touki Bouki de Djibril Diop Mambéty

### Discovery
- How to Have Sex de Molly Manning Walker
- Mimang de Kim Tae-yang

## Palmarès
| Prix                                                           | Film                                         | Réalisateur(s)              |
| -------------------------------------------------------------- | -------------------------------------------- | --------------------------- |
| People's Choice Award                                          | American Fiction                             | Cord Jefferson              |
| People's Choice Award, First Runner Up                         | The Holdovers                                | Alexander Payne             |
| People's Choice Award, Second Runner Up                        | Le Garçon et le Héron                        | Hayao Miyazaki              |
| People's Choice Award: Documentary                             | Mr. Dressup: The Magic of Make-Believe       | Robert McCallum             |
| People's Choice Award: Documentary, First Runner Up            | Summer Qamp                                  | Jen Markowitz               |
| People's Choice Award: Documentary, Second Runner Up           | Mountain Queen: The Summits of Lhakpa Sherpa | Lucy Walker                 |
| People's Choice Award: Midnight Madness                        | Dicks: The Musical                           | Larry Charles               |
| People's Choice Award: Midnight Madness, First Runner Up       | KILL                                         | Nikhil Nagesh Bhat          |
| People's Choice Award: Midnight Madness, Second Runner Up      | Hell of a Summer                             | Finn Wolfhard et Billy Bryk |
| Platform Prize                                                 | Dear Jassi                                   | Tarsem Singh                |
| Meilleur film canadien                                         | Solo                                         | Sophie Dupuis               |
| Meilleur film canadien, (mention honorable)                    | Kanaval                                      | Henri Pardo                 |
| Meilleur court métrage canadien                                | Motherland                                   | Jasmin Mozaffari            |
| Meilleur premier film canadien                                 |                                              |                             |
| Prix FIPRESCI Discovery Prize                                  | Seagrass                                     | Meredith Hama-Brown         |
| Meilleur court métrage international                           | Electra                                      | Daria Kashcheeva            |
| Meilleur court métrage international (mention honorable)       |                                              |                             |
| Prix Netpac « for World or International Asian Film Premiere » | A Match (Sthal)                              | Jayant Digambar Somalkar    |

- TIFF Tribute Award: